# Teppei Oka
Teppei Oka (岡 哲平 Oka Teppei?), född 6 september 2001 i Tokyo prefektur, är en japansk fotbollsspelare.
Oka började sin karriär 2019 i FC Tokyo.